# Système de concordance
Le système de concordance, également appelé démocratie de concordance (Konkordanzdemokratie, terme inventé par le politologue Gerhard Lehmbruch (de)) ou proportionnelle, est l'un des principes de base du système politique suisse, caractérisé par la composition des organes de l'État de façon proportionnelle aux différents partis en présence, par l'intégration des forces politiques, le rejet des conflits et la recherche de solutions négociées aux problèmes.
L'existence d'un système de concordance s'explique de différentes manières, selon Pierre Cormon.
- les Suisses se méfient traditionnellement du pouvoir et préfèrent le voir partagé entre plusieurs acteurs ;
- un gouvernement de concordance est plus susceptible de représenter les différentes composantes du pays ;
- il est plus à même de réunir de larges majorités, ce qui est indispensable dans un système où toute nouvelle loi peut-être attaquée en référendum par le peuple.

Avec la progression de l'UDC à partir de la fin des années 1990, le « style consensuel de la politique suisse a fait place [à] une polarisation de plus en plus marquée ». Au gouvernement, la concordance arithmétique prend la place de la concordance politique, avec la fin de la formule magique en 2003.

## Sources
- Pietro Morandi, « Démocratie de concordance » dans le Dictionnaire historique de la Suisse en ligne, version du 22 août 2005.
- Pierre Cormon, La politique suisse pour les débutants, Éditions Slatkine, 2016